# Candy Apple Cars
Candy Apple Cars war ein britischer Hersteller von Automobilen.

## Unternehmensgeschichte
Der ehemalige Rennfahrer Peter Ashdown gründete 1991 das Unternehmen in Danbury in der Grafschaft Essex. Er begann mit der Produktion von Automobilen und Kits. Der Markenname lautete Candy Apple. Es bestand eine Zusammenarbeit mit Eurosport (UK). 2001 endete die Produktion. Insgesamt entstanden etwa 40 Exemplare. Eine andere Quelle nennt den Produktionszeitraum 1994 bis 2009.

## Fahrzeuge
Das erste Modell war der Finale. Dies war ein Coupé auf Basis des Pontiac Fiero. Designer war Tony Claydon. Zwischen 1991 und 2000 entstanden etwa 32 Exemplare.
Der ähnlich konzipierte Fino fand zwischen 1999 und 2001 acht Käufer.